# Mayron De Almeida
Mayron De Almeida (22 novembre 1995) è un calciatore belga, attaccante del Virton.

## Biografia
Ha origini portoghesi.

## Carriera
De Almeida è cresciuto nel settore giovanile del Virton. Dopo aver militato per 11 anni nel club, si è trasferito in Francia al Tours, formazione militante in Ligue 2. Ha fatto il suo esordio in Ligue 2 con il Tours contro il Gazélec Ajaccio il 30 settembre 2016.
Nel dicembre 2017, De Almeida ha firmato un contratto valido due anni e mezzo con i lussemburghesi del Progrès Niedercorn.
Il 1º luglio 2020, De Almeida ha firmato un contratto biennale con il Red Star, militante nel Championnat National.

## Statistiche

### Presenze e reti nei club
Statistiche aggiornate al 17 aprile 2021.
| Stagione                  | Squadra                   | Campionato                | Campionato | Campionato | Coppe nazionali | Coppe nazionali | Coppe nazionali | Coppe continentali | Coppe continentali | Coppe continentali | Altre coppe | Altre coppe | Altre coppe | Totale | Totale |
| Stagione                  | Squadra                   | Comp                      | Pres       | Reti       | Comp            | Pres            | Reti            | Comp               | Pres               | Reti               | Comp        | Pres        | Reti        | Pres   | Reti   |
| ------------------------- | ------------------------- | ------------------------- | ---------- | ---------- | --------------- | --------------- | --------------- | ------------------ | ------------------ | ------------------ | ----------- | ----------- | ----------- | ------ | ------ |
| 2012-2013                 | Virton                    | D3                        | 6          | 1          |                 | -               | -               |                    | -                  | -                  |             | -           | -           | 6      | 1      |
| 2013-2014                 | Virton                    | D2                        | 20         | 3          |                 | -               | -               |                    | -                  | -                  |             | -           | -           | 20     | 3      |
| 2014-2015                 | Virton                    | D2                        | 23         | 5          |                 | -               | -               |                    | -                  | -                  |             | -           | -           | 23     | 5      |
| 2015-2016                 | Virton                    | D2                        | 24         | 2          | CB              | 1               | 0               |                    | -                  | -                  |             | -           | -           | 25     | 2      |
| Totale Virton             | Totale Virton             | Totale Virton             | 73         | 11         |                 | 1               | 0               |                    | -                  | -                  |             | -           | -           | 74     | 11     |
| 2016-2017                 | Tours                     | L2                        | 6          | 0          |                 | -               | -               |                    | -                  | -                  |             | -           | -           | 6      | 0      |
| mag.-dic. 2017            | Tours                     | L2                        | 0          | 0          | CF+CdL          | 1+1             | 0               |                    | -                  | -                  |             | -           | -           | 2      | 0      |
| Totale Tours              | Totale Tours              | Totale Tours              | 6          | 0          |                 | 2               | 0               |                    | -                  | -                  |             | -           | -           | 8      | 0      |
| 2016-2017                 | Tours 2                   | CFA2                      | 14         | 4          |                 | -               | -               |                    | -                  | -                  |             | -           | -           | 14     | 4      |
| mag.-dic. 2017            | Tours 2                   | N3                        | 8          | 2          |                 | -               | -               |                    | -                  | -                  |             | -           | -           | 8      | 2      |
| Totale Tours 2            | Totale Tours 2            | Totale Tours 2            | 22         | 6          |                 | -               | -               |                    | -                  | -                  |             | -           | -           | 22     | 6      |
| gen.-mag. 2018            | Progrès Niedercorn        | DN                        | 13         | 1          |                 | -               | -               |                    | -                  | -                  |             | -           | -           | 13     | 1      |
| 2018-2019                 | Progrès Niedercorn        | DN                        | 24         | 6          |                 | -               | -               | UEL                | 6                  | 3                  |             | -           | -           | 30     | 9      |
| 2019-2020                 | Progrès Niedercorn        | DN                        | 15         | 6          |                 | -               | -               | UEL                | 6                  | 3                  |             | -           | -           | 27     | 9      |
| Totale Progrès Niedercorn | Totale Progrès Niedercorn | Totale Progrès Niedercorn | 52         | 13         |                 | -               | -               |                    | -                  | -                  |             | -           | -           | 52     | 13     |
| 2020-2021                 | Red Star                  | N                         | 12         | 0          | CF              | 3               | 1               |                    | -                  | -                  |             | -           | -           | 15     | 1      |
| Totale carriera           | Totale carriera           | Totale carriera           | 165        | 30         |                 | 6               | 1               |                    | 12                 | 6                  |             | -           | -           | 183    | 37     |